# Болабольченко Анатолій Андрійович
Анато́лій Андрі́йович Болабо́льченко (нар. 5 червня 1932, Тирасполь — 5 грудня 2016) — український прозаїк, поет, перекладач

## Життєпис
Анатолій Болабольченко народився 5 червня 1932 року в місті Тирасполі, нині Молдова. Закінчив Ленінградське військово-інженерне училище та юридичний факультет Київського університету.
Помер 5 грудня 2016 р. у Києві.  Похований на ділянці колумбарію Байкового кладовища.

## Доробок
Автор книжок
- «Всеволод Голубович і справа УПСР»,
- «СВУ — суд над переконаннями»,
- «Гнат Хоткевич»,
- «Три долі»,
- «Побратими»,
- «Присмак полину»,
- «Таке життя»,
- «Море без берегів»,
- «Хроніки печерного життя»,
- «Серед людей на самоті…»,
- «Тепло монументів»,
- «На вулицях мого дитинства»,
- «Світло згаслих зірок»,
- «Над сторінками книг»,
- «Мій Пабло Неруда»,
- «На п'єдесталах вічності»,
- «Сергій Єфремов»,
- «Печалі і надії наші»,
- «Не завжди літо»,
- «Як пахла пепінка в саду»,
- «Вибрані поезії й переклади»,
- «Антуан де Сент-Екзюпері і його час»,
- «Еріх Марія Ремарк і його час»,
- «Піфагорова літера»,
- «Вибране»;

- нарис пам'яті В. Стуса у збірнику «Не відлюби свою тривогу ранню».